# 趙劍英
趙劍英（1926年9月30日—2011年1月6日），原名赵桂英，湖北丹江口人，中國武術家，武当太乙五行拳傳人，中国国家级非物质文化遗产武当武术代表性传承人。生前曾擔任武当山道教武术总教练、武当山剑英国术馆馆长、中国武当拳法研究会理事、湖北省体育武术科学研究会委员、十堰市武术协会副主席。

## 生平
出生於均州城净乐宫外，家境貧困，其父親在她出生後十二天病逝。從小趙劍英為強身健體便學習小洪拳、大洪拳等武術，毕业后還曾當過小學武术老师。
1941年參軍，被分配到第五战区第一挺进纵队第一支队政治室，任武术教官。1958年，擔任广西南宁市体委“健身武术社”副社长兼武术总教练。
1980年，趙劍英代表湖北队赴山西太原参加全国武术观摩交流大会。在該次大会上，她結識了武当太乙五行拳传人金子弢，後得到金子弢傳授武術，成為武当太乙五行拳的傳人。後又隨沙國政、呂紫劍等人學習武当三丰剑、太极剑、八仙剑、八卦掌、形意拳等武术。
1982年，代表武当武术参加全国武术工作会议。1992年任十堰市武术协会副主席。1996年創办剑英武术馆，開始正式授徒。2007年5月，成為首批国家级非物质文化遗产代表性传承人。
2010年12月31日，將武当全真龙门派第十九代掌门人之位传给小兒子覃献平，同時將剑英国术馆馆长的職位傳給孫女覃侠。2011年1月6日，於丹江口市第一医院去世。

## 家庭
趙劍英在第五戰區當武术教官時結識了軍官覃辉，兩人於1943年成婚。1963年，在反右運動與文化大革命之中，覃辉被劃為「右派」，趙劍英回到老家均县，靠打零工及做鋼筆維生，1969年，因教人練武而入狱两年。1968年丈夫覃辉去世。直到1979年，覃辉的名誉才被恢复。
1948年，趙劍英與年僅5個月的女兒覃秀君失散，直到1991年母女才得以重新相認。